# Fossarus lui
Fossarus lui is een slakkensoort uit de familie van de Planaxidae. De wetenschappelijke naam van de soort is voor het eerst geldig gepubliceerd in 2012 door S.-I Huang.